# .name

.name — общий домен верхнего уровня для персональных сайтов. Домен был выделен в 2001 году, в нормальную работу запущен в январе 2002 года. Могут быть зарегистрированы как домены второго уровня (john.name — такие регистрации разрешены с января 2004 года), так и третьего уровня (john.doe.name). Если домен зарегистрирован на третьем уровне, то соответствующий домен второго уровня (doe.name в приведённом примере) уже занят и не может быть зарегистрирован отдельно.
Домены могут быть зарегистрированы на втором (john.name) и третьем (john.doe.name) уровнях. Если домен зарегистрирован на третьем уровне (john.doe.name), второй уровень (в данном примере doe.name) является общим и не может быть зарегистрирован отдельным лицом. Это не влияет на другие домены второго уровня (такие, как johndoe.name). Также можно зарегистрировать адрес электронной почты в формате john@doe.name. Такой адрес электронной почты может требовать переадресации, то есть использования другого адреса получателя, или может использоваться в качестве обычного адреса электронной почты (например, john@doe.com), в зависимости от регистратора.

## История
Первоначально управление доменами верхнего уровня было поручено Global Name Registry в 2001 году. Они стали полностью работоспособными в январе 2002 года. Компания Verisign начала работу в феврале 2009 года.
При появлении домена верхнего уровня TLD допускалась только регистрация третьего уровня (и переадресация электронной почты). В январе 2004 года стала возможна регистрация второго уровня. В оригинале структура доменных имен была задумана как имя.фамилия.name, так чтобы отдельные лица могли получить соответствующий своему имени домен.
В ноябре 2009 года интернациональные домены (IDN) стали доступны для второго и третьего уровней доменных имен name. IDN — это доменные имена (домены), заявки пользователей на которые поданы с использованием набора символов местного языка.
В конце сентября 2007 года исследователи безопасности обвинили Global Name Registry в потворстве хакерам путём взимания платы за услуги поиска WHOIS. Продажа подробной информации о регистрации доменов name по 2$ за домен подверглась критике, так как она мешала сообществу предпринимать усилия по поиску машин, распространяющих вредоносные программы, «компьютеров-зомби» и серверов управления сетями ботов, расположенных в домене name. Реестр, однако, предлагает бесплатные услуги поиска для пользователей, зарегистрированных в обширной бесплатной программе доступа к службам WHOIS.